# Ilyocryptus silvaeducensis
Ilyocryptus silvaeducensis är en kräftdjursart som beskrevs av Romijn 1919. Ilyocryptus silvaeducensis ingår i släktet Ilyocryptus och familjen Ilyocryptidae. Inga underarter finns listade i Catalogue of Life.